# さつま観音滝インターチェンジ
さつま観音滝インターチェンジ（さつまかんのんたきインターチェンジ）は、鹿児島県薩摩郡さつま町中津川にある北薩横断道路（薩摩道路）のインターチェンジである。
鹿児島空港方面のみ通行できるハーフインターチェンジとなっており、さつま市街方面への通行はできない。

## 道路
- 北薩横断道路

## 歴史
- 2009年3月23日 : 永野IC-当IC間開通に伴い供用開始[1]。
- 2012年2月14日 : 当IC-さつま広橋IC間開通[2][3]。

## 接続する道路
- 鹿児島県道403号黒木新地線

## 周辺
- 観音滝公園

## 隣
北薩横断道路
永野IC - さつま観音滝IC - さつま広橋IC